# Kolugn

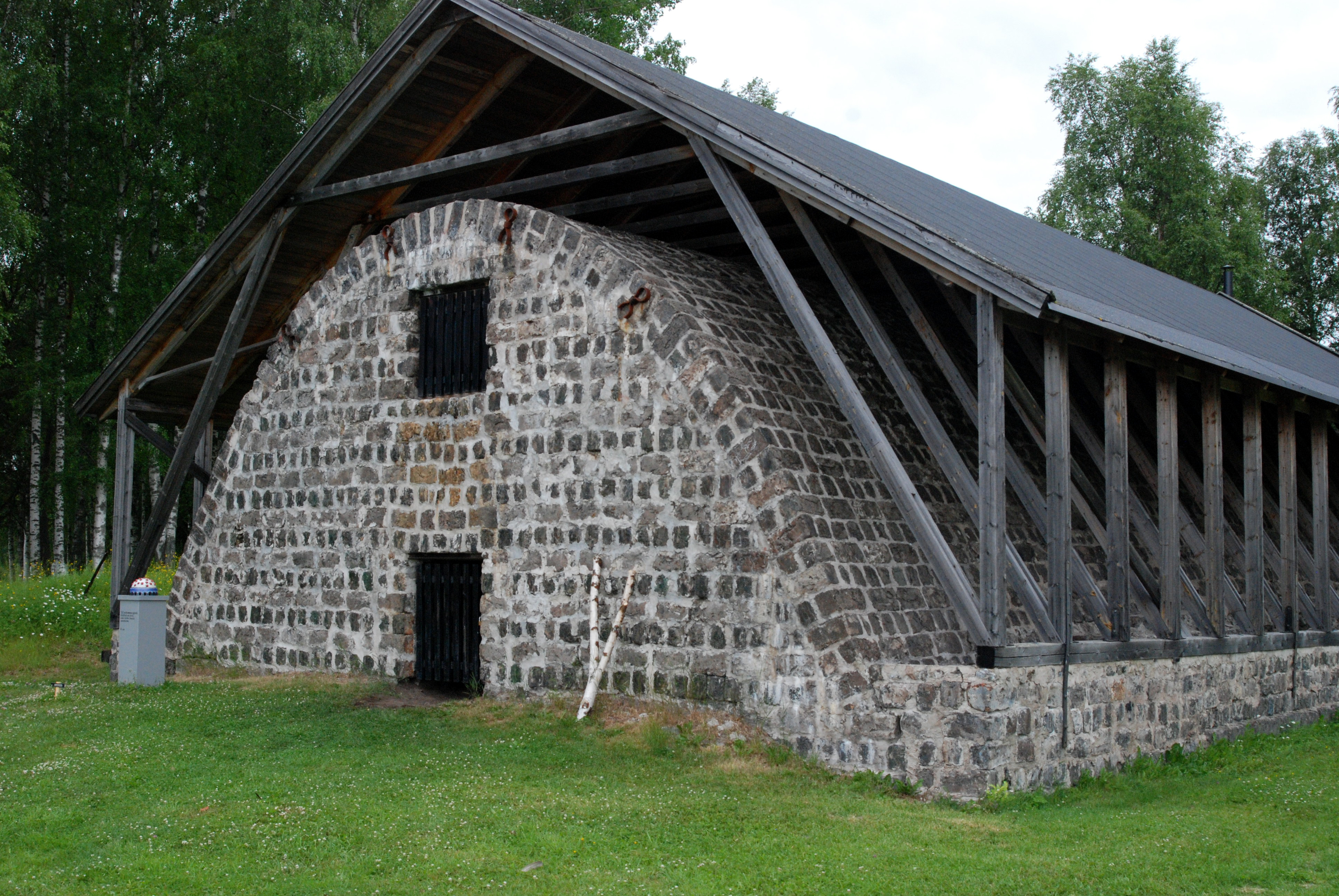
Strömbacka - Moviken Kolugn, Hälsingland. Användes för att skapa träkol som behövdes i masugnen i Moviken.

Kolugn är en speciellt byggd retort för framställning av träkol. Principen är densamma som för kolning i kolmila, men istället för jord har man murade väggar av rödtegel. En flyttbar mindre modell av järnplåt har också använts. Kolugnar producerar även biprodukter, främst tjära, träsprit och terpentin som kan tas tillvara.
Kolugnar användes främst under andra världskrigets stora efterfrågan på träkol.